# Збаразькі гімназії
Збаразькі гімназії кінця XVIII — початку XIX століття — середні навчальні заклади у місті Збаражі (нині районний центр у Тернопільській області України).
У 1777 році в Збаражі відкрилася гімназія з латинською мовою навчання з початковими курсами при монастирі отців Бернардинців (директор — ксьондз Дашкевич). Серед її учнів у 1807–1808 роках — видатний польський письменник, драматург, педагог Юзеф Коженьовський.
Інша гімназія відкрита у 1789 році. Її утримували на кошти фундації М. Потоцького. Навчалися за статутом і програмою державних гімназій у Габсбурзькій монархії. У 1804 році у ній навчалося 216 учнів. У 1805 році її «перенесли» до Бережан (див. Бережанська гімназія).
У 1810 році російська влада Тернопільського краю відкрила у місті нову 5-класну гімназію. При ній діяла також 3-класна нормальна школа. Державний протектор гімназії — царський намісник Ігнатій Тейльс, директор Ф. Рейнспенгер, префект — отець А. Бохенський, 6 викладачів. Навчання — латинською, німецькою, польською і російською мовами. Викладали предмети: географію, геометрію, історію Московського царства, латину, натуральну історію, політичну історію, релігію, російську і французьку мови. У 1813—1814 навчальному році тут навчалося 57 учнів, 1814—1815 — 64 учні.
Гімназію у 1816 році закрила австрійська влада.